# 燒冷冰
燒冷冰，屏東潮州名產，通常販售於潮州當地冰果室，在挫冰中挖一洞，將熱紅豆湯圓置入，上再鋪蓋挫冰，即燒冷冰原型，風味獨特絕佳，但腸胃不佳者，忽冷忽熱食物不宜常吃。